# Porothamnium parvirete
Porothamnium parvirete är en bladmossart som beskrevs av Brotherus 1917. Porothamnium parvirete ingår i släktet Porothamnium och familjen Neckeraceae. Inga underarter finns listade i Catalogue of Life.